# Jelena Wiktorowna Karpowa
Jelena Wiktorowna Karpowa (russisch Елена Викторовна Карпова; * 14. Juni 1980 in Leningrad, Russische SFSR, Sowjetunion) ist eine ehemalige professionelle russische Basketballspielerin.
Am 28. August 2004 gewann Karpowa bei den Olympischen Spielen 2004 mit der russischen Mannschaft die Bronzemedaille.
2006 wurde Karpowa in Brasilien Vizeweltmeisterin. 2001 in Frankreich und 2005 in der Türkei wurde sie Vizeeuropameisterin.
Mit dem Verein Lotos Gdynia wurde sie 1997 und 1999 polnische Meisterin.
2009 beendete Karpowa ihre sportliche Karriere.

## Auszeichnungen
- 2004:  Verdienter Meister des Sports[5]
- 2006:  Medaille des Ordens für die Verdienste für das Vaterland II. Klasse[5][6]